# Het Oog van de Wereld
Het Oog van de Wereld is het eerste deel in de epische fantasyserie Het Rad des Tijds van de Amerikaanse schrijver Robert Jordan. Het werd in 1990 gepubliceerd en vertelt het verhaal over vijf jonge mensen uit het vredige en afgelegen dorp Emondsveld die het middelpunt worden van een vernietigende reeks gebeurtenissen die de wereld voorgoed veranderen. 

## Samenvatting van het boek
Het vredige dorp Emondsveld wordt aangevallen door een troep wrede Trolloks, die het gemunt hebben op drie jonge mannen; Rhand Altor, Mart Cauton en Perijn Aybara. De Aes Sedai Moiraine is van mening dat zij een gevaar voor het dorp vormen en de jongens besluiten om haar te volgen naar een ‘veilige plaats’. Bij hun vertrek voegen het jonge meisje Egwene Alveren en de speelman Thom Merrilin zich bij hen. Onder leiding van de zwaardhand Lan Mandragoran reizen zij naar het stadje Baerlon. In de herberg de Bok en de Leeuw ontmoet Rhand het meisje Min Fershaw, die hem vertelt over visioenachtige beelden die ze ziet bij het gezelschap. De beelden die ze bij Rhand ziet verontrusten hem, temeer omdat hij in zijn dromen wordt bezocht door de Duistere. Vervolgens voegt Nynaeve Almaeren, de jonge Wijsheid van Emondsveld zich bij hen, waarna ze weer moeten vluchten voor een troep Trolloks. Ze belanden in de spookstad Shadar Logoth, waar het gezelschap door toedoen van de dodelijke mist Mashadar uiteenvalt.
Perijn en Egwene komen op weg naar de stad Caemlin Elyas Machera tegen, een man die telepathisch contact met wolven heeft. Ook Perijn ontdekt dat hij deze beangstigende gave heeft, en Elyas helpt hem deze te leren beheersen. De drie verblijven enige tijd bij de geweldloze Ketellappers (het Trekkende Volk), waarna ze in een Stedding belanden, een woonplaats van Ogier. Daar worden Perijn en Egwene gevangengenomen door een groep Kinderen van het Licht, waarna ze bevrijd worden door Moraine, Lan en Nynaeve, die het spoor van Rhand gevolgd zijn. Deze is samen met Mart en Thom Merrilin op de boot De Schuimvlok van schipper Baile Domon naar het stadje Wittebrug gevaren. Daar komen ze tegenover een kwaadaardige Myrddraal te staan, en offert Thom zich op. De twee jongens vluchten in de richting van Caemlin en komen voortdurend Duistervrienden tegen. Deze weten hen steeds te vinden, omdat Mart een met het kwaad besmette dolk uit Shadar Logoth met zich meedraagt.
Terwijl de zwaar zieke Mart in Herberg De Koninginnenzegen achterblijft, belandt Rhandt in de paleistuin van Caemlin en ontmoet daar Elayne Trakand, de Erfdochter van het land Andor, haar broer Gawein Trakand en haar halfbroer Galad. Als de Aes Sedai raadgeefster van de Koningin (Elaida Sedai) hem ziet voorspelt deze dat hij pijn en verdeeldheid in de wereld zal veroorzaken. Toch laat de koningin hem gaan. Terug in de Herberg wordt het gehele gezelschap herenigd. Moraine geneest de zieke Mart, al kan ze de vervloekte band met de dolk niet verbreken. Dan blijken al hun verhalen, avonturen en dromen naar het Oog van de Wereld te leiden. Met hulp van de Ogier Loial reizen ze via de Saidinwegen en de stad Fal Dara naar de Verwording, waar ze het Oog van de Wereld vinden. Daar wordt Rhand gedwongen om de Ene Kracht te geleiden; hij verslaat een Verzaker en strijdt met de Duistere. Terwijl hij worstelt met zijn angst over wat hij kan begrijpt Moiraine dat hij de langverwachte en gevreesde Herrezen draak is.
Het Oog van de Wereld · De Grote Jacht · De Herrezen Draak · De Komst van de Schaduw · Vuur uit de Hemel · Heer van Chaos · Een Kroon van Zwaarden · Het Pad der Dolken · Hart van de Winter · Viersprong van de Schemer · Mes van Dromen · De Naderende Storm · De Torens van Middernacht · Het Licht van Weleer — 
Prequel: Een Nieuw Begin